# Skalkärnan

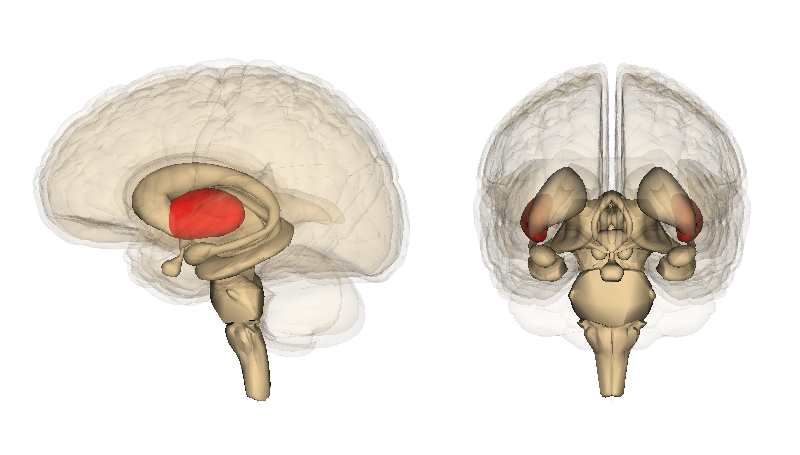
Skalkärnans position i hjärnan.

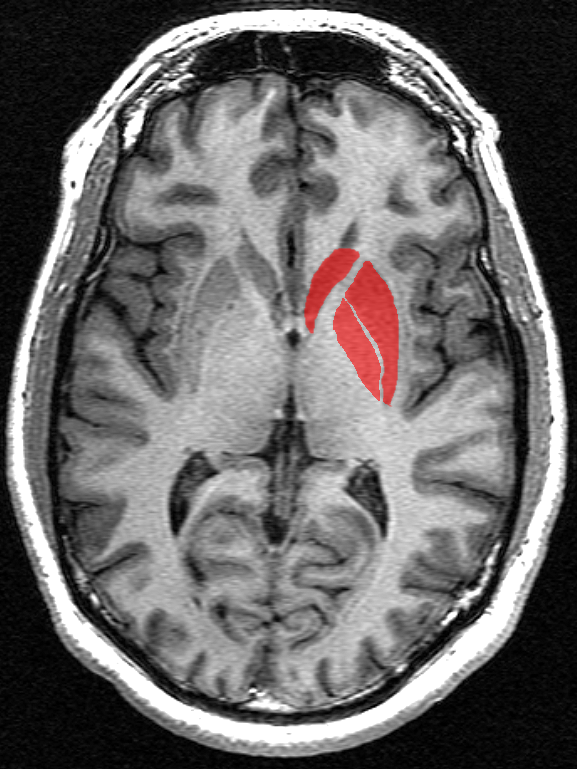
Axiellt snitt genom hjärnan från undersökning med magnetkamera. Övre delen är nucleus caudatus, vänster är globus pallidus, högra röda området är skalkärnan.

Skalkärnan eller putamen är den yttre delen av nucleus lentiformis i hjärnan. 
Skalkärnan är en grå kärna och utgör en del av limbiska systemet. Tillsammans med accumbenskärnan utgör den striatum. Skalkärnan är kopplad till globus pallidus och substantia nigra. Dess främsta funktioner är att reglera rörelser samt påverka olika sorters inlärning. Bland annat är den involverad vid så kallad implicit inlärning, det vill säga inlärning där man inte är medveten om vad man lärt sig, eller som kan vara svårt att förklara hur man gör för någon annan. Jämför även med explicit inlärning som innebär saker man kan berätta, exempelvis att Oslo är huvudstaden i Norge, eller att året har 365 dagar förutom skottår. Vid denna sorts inlärning verkar hippocampus vara mer involverad.[källa behövs]
Forskning har genom fMRI-undersökningar visat att skalkärnan är involverad i kognitiva processerna bakom känslor som avsky och förakt, vilket förutspås kunna ha implikationer bland annat vid rättsliga fall eftersom det teoretiskt kan bli möjligt att kvantifiera den mängd hat en person upplever. Skalkärnan verkar paradoxalt nog också involverad i kärlek och förälskelse, som dock manifesterar sig i ett annat system än hat.
Skalkärnan är ett centralt område för etiologin till schizofreni. Schizofrena har i genomsnitt en skalkärna som är 15,9 % större än hos friska personer. Ju större skalkärna desto mer neuropsykiatrisk påverkan ger schizofrenin. Dock gäller också att ju mer skalkärnan minskar vid behandling, desto sämre prognos har patienterna.